# ویدن (لوراخ)
ویدن (به آلمانی: Wieden) یک شهر در آلمان است که در لوراخ واقع شده‌است. ویدن ۵۸۳ نفر جمعیت دارد.